# Stan ustalony

Przebiegi dążące do stanu ustalonego (w tym przypadku wartości zero) dla układu o różnych wartościach współczynnika tłumienia

Stan ustalony, stan stacjonarny, stan stabilny – stan układu fizycznego, w którym opis tego układu jest niezależny od zmiennej czasowej. Nie oznacza to braku ruchu, przepływu ciepła, prądu i tym podobnych, a jedynie niezmienność tych wielkości w czasie.

## W automatyce
Jest to stan, dla którego w układzie regulacji nie występują już zmiany sygnału wyjściowego.
Dla układów stabilnych wartość sygnału wyjściowego w stanie ustalonym jest równa granicy z iloczynu zmiennej {\displaystyle s,} transformaty Laplace’a sygnału wejściowego i transmitancji zastępczej układu, przy {\displaystyle s} dążącym do zera. Jest to twierdzenie o wartości granicznej:
{\displaystyle y_{u}=\lim _{s\to 0}sX(s)G(s)}
W przypadku rozpatrywania sygnału wejściowego (określanego w układzie regulacji mianem wartości zadanej) jako funkcji skokowej Heaviside’a wzór upraszcza się do postaci:
{\displaystyle y_{u}=\lim _{s\to 0}G(s)}